# Hogna optabilis
Hogna optabilis là một loài nhện trong họ Lycosidae.
Loài này thuộc chi Hogna. Hogna optabilis được Carl Friedrich Roewer miêu tả năm 1959.